# Салмін Олег Володимирович
Оле́г Володи́мирович Салмі́н (нар. 19 квітня 1967, м. Запоріжжя) — український політик. Колишній народний депутат України. Голова Запорізької обласної організації Народної партії (з 2005).

## Освіта
Київський міжнародний університет цивільної авіації (1988–1994), «Експлуатація літальних апаратів та авіадвигунів»; Київський інститут банкірів банку «Україна» (1994–1996), «Міжнародна економіка». Вища школа права (1996–2001), «Правознавство». Російський державний університет нафти і газу імен Івана Губкіна (2002–2003).

## Кар'єра
- 1991–1994 — директор зовнішньоекономічного департаменту ЗАТ «Форвард».
- 1994–1995 — президент ДК «Капітал Траст».
- 1995–1997 — голова правління компанія «Гранд Капітал Лтд.».
- 1997–1998 — віце-президент міжнародного інвестиційного банку «Ренесанс Капітал», генеральний директор представництва в Україні.
- 1998–2000 — начальник Департаменту інвестиційної діяльності — член правління НАК «Нафтогаз України».
- Січень 2000 — травень 2002 — голова правління, травень 2002 — травень 2003 — почесний голова правління ВАТ «Укрнафта».

Академік Академії нафти і газу України.
Захоплюється книгами.

## Парламентська діяльність
Народний депутат України 4-го скликання з 14 травня 2002 до 25 травня 2006 від виборчого округу № 148 Полтавської області, самовисування. «За» 31.19%, 18 суперників. На час виборів: голова правління ВАТ «Укрнафта», безпартійний. Член фракції «Єдина Україна» (травень — червень 2002), член групи «Демократичні ініціативи» (червень 2002 — травень 2004), член групи «Демократичні ініціативи Народовладдя» (травень — вересень 2004), член групи «Демократичні ініціативи» (вересень — жовтень 2004), позафракційний (жовтень — грудень 2004), член фракції Народної аграрної партії України (грудень 2004 — березень 2005), член фракції Народної партії (з березня 2005). Член Комітету з питань паливно-енергетичного комплексу, ядерної політики та ядерної безпеки (з червня 2002).
Березень 2006 — кандидат в народні депутати України від Народного блоку Литвина, № 34 в списку. На час виборів: народний депутат України, член Народної партії.

## Сім'я
Українець. Дружина Людмила Олександрівна (1967), син Антон (1995).

## Нагороди
Подяка Президента України (вересень 2001). Почесна грамота Кабінету Міністрів України (грудень 2003).